# Tetrataenium grande
Tetrataenium grande är en växtart i släktet Tetrataenium och familjen flockblommiga växter.
Arten förekommer i Maharashtra i Indien. Den beskrevs som Pastinaca grandis av Nicol Alexander Dalzell och George Stacey Gibson 1861, och fick sitt nu gällande namn av Ida P. Mandenova 1991.